# Murtala Mohammed
Murtala Ramat Mohammed, född 8 november 1938, död 13 februari 1976, var en nigeriansk general, som var landets statschef mellan den 29 juli 1975 och den 13 februari 1976.
Mohammed tog makten i en oblodig kupp mot Yakubu Gowons militärregim, efter anklagelser om att regimen medvetet drog ut på övergången till civilt styre och att den var ineffektiv och korrupt. Han bytte ut tusentals tjänstemän inom förvaltningen och lovade en återgång till civilt styre före 1 oktober 1979, men blev mördad i ett misslyckat kuppförsök den 13 februari 1976.